# Fluorosirćetna kiselina
Fluorosirćetna kiselina je hemijsko jedinjenje sa formulom . Natrijumova so, Natrijum fluoroacetat se koristi kao pesticid. Ona inhibira akonitazni korak ciklusa limunske kiseline.